# Primera División de Chile 1976
Primera División de Chile 1976 var den chilenska högstaligan i fotboll för herrar för säsongen 1976, som slutade med att Everton vann för tredje gången. 

## Kvalificering för internationella turneringar
- Copa Libertadores 1975
  - Vinnaren av Primera División: Everton
  - Vinnaren av Liguilla Pre-Libertadores: Universidad de Chile

## Sluttabell
Eftersom lagen Unión Española och Everton hamnade på delad förstaplats om man enbart räknade poäng så spelades det en finalmatch för att avgöra vilket lag som skulle koras till mästare. Förloraren i matchen gick till Liguilla Pre-Libertadores.
| Plac. | Lag                  | S  | V  | O  | F  | GM | IM | MSK | Poäng |
| ----- | -------------------- | -- | -- | -- | -- | -- | -- | --- | ----- |
| 1     | Unión Española       | 34 | 21 | 11 | 2  | 69 | 28 | 41  | 53    |
| 2     | Everton              | 34 | 22 | 9  | 3  | 77 | 44 | 33  | 53    |
| 3     | Universidad de Chile | 34 | 17 | 11 | 6  | 70 | 41 | 29  | 45    |
| 4     | Colo-Colo            | 34 | 16 | 12 | 6  | 57 | 36 | 21  | 44    |
| 5     | Palestino            | 34 | 16 | 10 | 8  | 67 | 53 | 14  | 42    |
| 6     | Green Cross-Temuco   | 34 | 16 | 9  | 9  | 57 | 38 | 19  | 41    |
| 7     | Universidad Católica | 34 | 14 | 10 | 10 | 48 | 39 | 9   | 38    |
| 8     | Santiago Wanderers   | 34 | 11 | 11 | 12 | 53 | 61 | -8  | 33    |
| 9     | Deportes Concepción  | 34 | 12 | 7  | 15 | 61 | 59 | 2   | 31    |
| 10    | Deportes Ovalle      | 34 | 9  | 12 | 13 | 46 | 48 | -2  | 30    |
| 11    | Deportes Antofagasta | 34 | 12 | 6  | 16 | 51 | 70 | -19 | 30    |
| 12    | Deportes Aviación    | 34 | 9  | 10 | 15 | 49 | 70 | -9  | 28    |
| 13    | Lota Schwager        | 34 | 7  | 13 | 14 | 48 | 62 | -14 | 27    |
| 14    | Santiago Morning     | 34 | 10 | 7  | 17 | 41 | 57 | -16 | 27    |
| 15    | Huachipato           | 34 | 10 | 6  | 18 | 49 | 64 | -15 | 26    |
| 16    | Rangers              | 34 | 7  | 11 | 16 | 41 | 62 | -21 | 25    |
| 17    | Naval                | 34 | 7  | 8  | 19 | 39 | 56 | -17 | 22    |
| 18    | Deportes La Serena   | 34 | 6  | 5  | 23 | 41 | 76 | -35 | 17    |

|  | Till finalspel.                               |
|  | Kvalificerade till Liguilla Pre-Libertadores. |
|  | Till nedflyttningskval.                       |
|  | Nedflyttade till Segunda División.            |

### Final
|  | 25 november 1976 | Unión Española | 0–0 | Everton | Estadio Nacional, Santiago               |  |
|  |                  |                |     |         | Publik: 68 515 Domare: Rafael Hormazábal |  |
|  |                  |                |     |         |                                          |  |
|  |                  |                |     |         |                                          |  |

|  | 27 november 1976 | Everton | 3–1 | Unión Española | Estadio Nacional, Santiago           |  |
|  |                  |         |     |                | Publik: 44 229 Domare: Gastón Castro |  |
|  |                  |         |     |                |                                      |  |
|  |                  |         |     |                |                                      |  |

| Primera División Vinnare av Primera División 1976 |
| ------------------------------------------------- |
| Chile                                             |
| Everton 3:e titeln                                |

## Kvalserie
I kvalserien, eller "Liguilla de Promoción", deltog lag 15 och 16 från högstadivisionen samt lag 3 och 4 från den näst högsta diviisionen. Lagen möttes i en serie där alla lag spelade en match mot varje lag och efter tre matcher fick de två främsta lagen spela i Primera División 1977. Huachipato klarade sig kvar medan Rangers åkte ur till förmån för Audax Italiano.
| Plac. | Lag            | S | V | O | F | GM | IM | MSK | Poäng |
| ----- | -------------- | - | - | - | - | -- | -- | --- | ----- |
| 1     | Huachipato     | 3 | 2 | 0 | 1 | 9  | 4  | 5   | 4     |
| 2     | Audax Italiano | 3 | 2 | 0 | 1 | 7  | 4  | 3   | 4     |
| 3     | Trasandino     | 3 | 2 | 0 | 1 | 7  | 7  | 0   | 4     |
| 4     | Rangers        | 3 | 0 | 0 | 3 | 2  | 10 | -8  | 0     |

## Liguilla Pre-Libertadores
Eftersom Universidad de Chile och Palestino hamnade på samma poäng så spelades en avgörande final för att utse Chiles andra representationslag i Copa Libertadores 1977.
| Plac. | Lag                  | S | V | O | F | GM | IM | MSK | Poäng |
| ----- | -------------------- | - | - | - | - | -- | -- | --- | ----- |
| 1     | Universidad de Chile | 3 | 1 | 2 | 0 | 8  | 6  | 2   | 4     |
| 2     | Palestino            | 3 | 2 | 0 | 1 | 8  | 7  | 1   | 4     |
| 3     | Unión Española       | 3 | 1 | 1 | 1 | 6  | 5  | 1   | 3     |
| 4     | Colo-Colo            | 3 | 0 | 1 | 2 | 3  | 7  | -4  | 1     |

### Final
|  | 27 november 1976 | Universidad de Chile | 2–2 | Palestino | Estadio Nacional, Santiago            |  |
|  |                  |                      |     |           | Publik: 32 713 Domare: Sergio Vásquez |  |
|  |                  |                      |     |           |                                       |  |
|  |                  |                      |     |           |                                       |  |

Eftersom finalen slutade lika så gick Universidad de Chile vidare till Copa Libertadores 1977 på grund av bättre målskillnad i gruppspelet.